# 2008-as interkontinentális ralibajnokság

A 2008-as interkontinentális ralibajnokság 2008. április 4-én vette kezdetét, és november 9-én végződött. A bajnok a francia Nicolas Vouilloz lett.

## Versenynaptár
| #  | Dátum            | Megnevezés                     | Borítás | Győztes versenyző  |
| -- | ---------------- | ------------------------------ | ------- | ------------------ |
| 1  | Április 4-6      | Istanbul Rally                 | Murva   | Luca Rosetti       |
| 2  | Május 8-10       | Vodafone Rally de Portugal     | Murva   | Luca Rosetti       |
| 3  | Június 27-28     | Ypres Westhoek Rally           | Aszfalt | Freddy Loix        |
| 4  | Július 11-12     | Rally Russia                   | Murva   | Juho Hanninen      |
| 5  | Augusztus 1-2    | Rali Vinho Madeira             | Aszfalt | Nicolas Vouilloz   |
| 6  | Augusztus 22-23  | Barum Rally Zlin               | Aszfalt | Freddy Loix        |
| 7  | Szeptember 12-13 | Rallye Principe de Asturias    | Aszfalt | Giandomenico Basso |
| 8  | Szeptember 26-28 | Rallye Sanremo                 | Aszfalt | Giandomenico Basso |
| 9  | Október 24-26    | Rallye International du Valais | Aszfalt | Freddy Loix        |
| 10 | December 5-7     | China Rally                    | Murva   | Jarkko Miettinen   |

## Végeredmény
| #  | Versenyző          | Pontszám |
| -- | ------------------ | -------- |
| 1. | Nicolas Vouilloz   | 58       |
| 2. | Freddy Loix        | 48       |
| 3. | Giandomenico Basso | 46       |
| 4. | Luca Rossetti      | 44       |
| 5. | Anton Alen         | 21       |
| 6. | Renato Travaglia   | 19       |
| 7. | Jan Kopecký        | 15       |
| 8. | Juho Hanninen      | 14       |